# 福田美術館 (深圳)

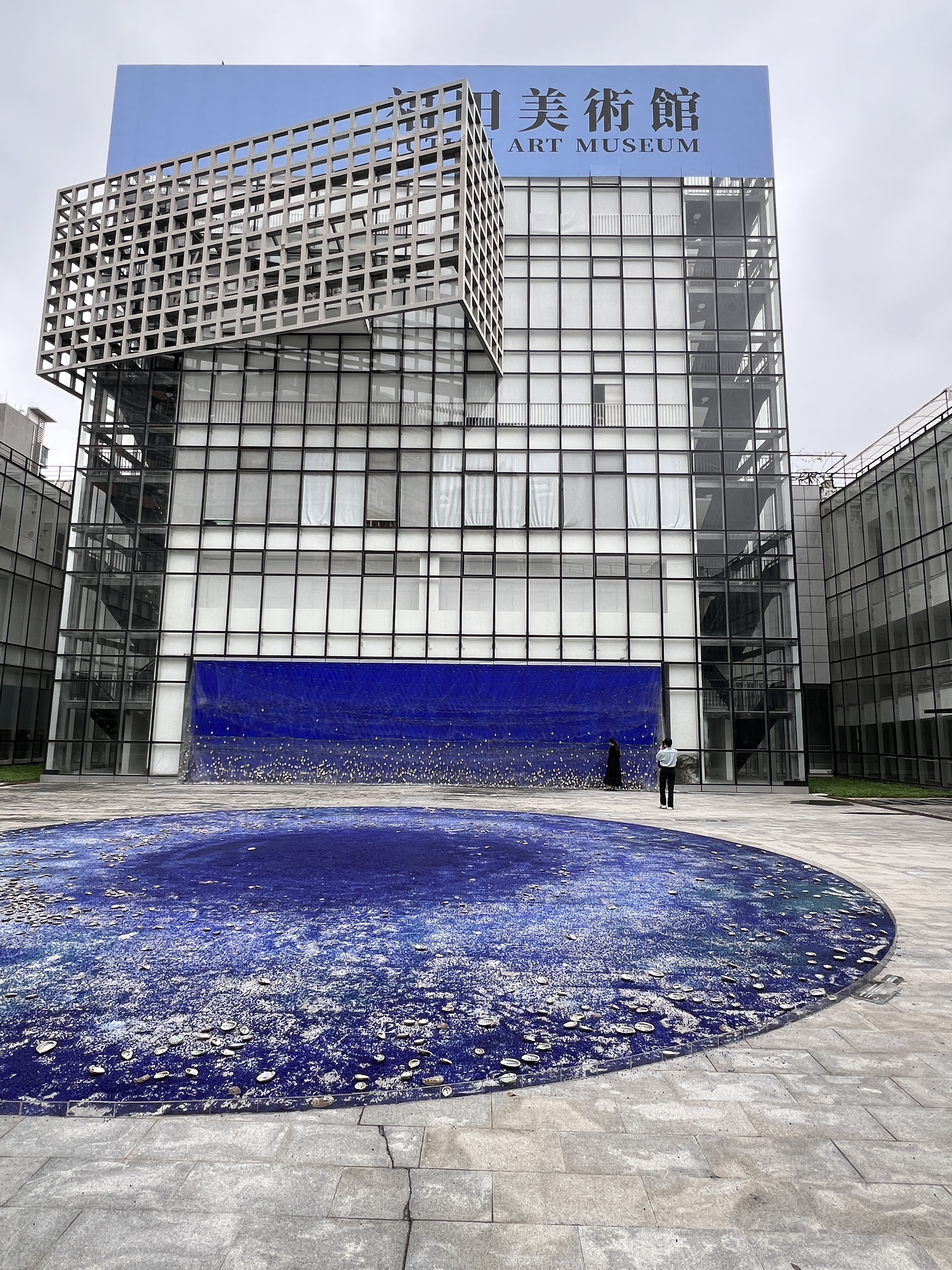
福田美术馆中庭

福田美術館是位於中國廣東省深圳市福田區的公共美術館，位於梅東二路5號。美術館於2020年9月正式掛牌，建築面積10575平方米，展廳面積1183平方米。現任館長是張闖。